# Austrosignum dubia
Austrosignum dubia är en kräftdjursart som först beskrevs av Hale 1937.  Austrosignum dubia ingår i släktet Austrosignum och familjen Paramunnidae. Inga underarter finns listade i Catalogue of Life.